# Lamborghini LM
Lamborghini LM byla série terénních automobilů firmy Lamborghini vytvářená od konce 70 let, kdy společnost změnila majitele. Postupně bylo vyrobeno několik prototypů, do sériové výroby se dostal typ LM 002. Aktivity s terénními vozy dostaly automobilku do červených čísel ze kterých se dostala až po přechodu pod Volkswagen Group. Automobilka plánovala účast na Rallye Paříž-Dakar v roce 1988. Z důvodu finančních potíží byl start zrušen. 

## LM 001
Tento prototyp byl představen v roce 1981. Byl vyroben se stejným záměrem jako typ Cheetah, tedy jako bojové vozidlo pro americkou armádu. Ta už ale v té době používala automobily Hummer. Vozidlo bylo poháněno stejným osmiválcem jako Cheetah. Časem se plánovalo použití dvanáctiválce o objemu 4,7 litru.
Typ LM 001 byl vyroben jen v jednom exempláři. Po neúspěchu u americké armády byl nabízen stejně neúspěšně arabským šejkům.

## LMA
Objevil se v roce 1982. Poprvé se u něj motor kvůli přehřívání přestěhoval zezadu dopředu. U vozu byly zesíleny účinky brzd a zlepšena stabilita. Vozidlo poháněl stejný dvanáctiválec o výkonu 332 koní. Maximální rychlost byla kolem 200 km/h a zrychlení z 0 na 100 činilo 12 sec. O půl tuny se zvětšila hmotnost. Pětistupňová převodovka pocházela z modelu Countach. Za jízdy bylo možno vypnout náhon přední nápravy. Ve voze byla instalována satelitní navigace. Do nádrže se vešlo 290 litrů paliva. Opět byl vyroben jen jeden kus.

### Rozměry
- 4790/2000/1850 mm
- rozvor 2950 mm
- světlá výška 295 mm
- hmotnost 2600 kg

## LM 004
Tento prototyp vznikl v roce 1984 jako předobraz sériového modelu. Do prototypu byl uložen lodní motor o objemu 7,2 litru.

## LM 002
První terénní model, který se dostal do sériové výroby v roce 1986. Automobily poháněl dvanáctiválec o objemu 5,1 litru a výkonu 450 koní. Zrychlení bylo zkráceno na 8,5 sec. a maximální rychlost byla až 210 km/h. První exemplář si koupil marocký král. Firma Pirelli pro automobil vyrobila speciální pneumatiky Scorpion. Auto mělo pětimístnou karoserii, na korbě bylo místo pro další 4 cestující. Saúdská Arábie objednala 300 kusů do své armády. 60 kusů bylo objednáno americkou armádou. Americké armádní typy s kulometem dostaly přezdívku "Rambo Lambo". Objednávky byly zredukovány a celkem bylo i s civilními verzemi vyrobeno pouze 328 vozů. Výroba byla ukončena v roce 1992.

### Verze 6x6
Údajně byla tato verze vyrobena na zakázku pro arabského miliardáře. Automobil však ve skutečnosti nikdo neviděl.

## LM 003
Tento prototyp byl na rozdíl od ostatních modelů poháněn vznětovým agregátem VM Motori 3,5. 130 koní výkonu ale nestačilo k pohonu takto těžkého vozu a vznětová verze se do sériové výroby nedostala.